# Cruella de Vil (canción)
«Cruella de Vil» es una canción escrita por Mel Leven y aparecida en 1961 en la película animada 101 dálmatas, producida por Walt Disney Productions. Era interpretada —con la voz prestada por el actor de estudio Bill Lee— por el personaje Roger Radcliffe, caracterizado en la película como compositor musical, y su letra trataba sobre la villana de la historia Cruella de Vil.

## Composición
A pesar de que en sus estudios de animación hasta entonces había tenido la costumbre de contratar equipos de colaboradores para componer las canciones, uno para la letra y otro para la melodía, Walt Disney, por recomendación de los estudios UPA, recibió a Mel Leven, cuyo primer encargo fue componer «Cruella de Vil», siendo de su autoría tanto la letra como la música. Escribió tres versiones distintas, de las cuales la seleccionada para aparecer en el filme fue una compuesta en estilo de blues como un homenaje a la canción «Ba-Lue Bolivar Ba-Lues-Are» (1957) de Thelonious Monk. Una vez presentada, tuvo una charla de cuarenta y cinco minutos con Walt Disney en persona, para afinar detalles.

## Otras versiones

### Aparición en álbum tributo
«Cruella de Vil» fue interpretada a lo largo de la historia por diversos artistas. En 1988 la grabaron The Replacements como parte integrante de uno de los popurrís de canciones interpretadas por diversos músicos para el álbum Stay Awake, que era un tributo de varios artistas a canciones de películas clásicas de Disney.

### Grabación para una nueva versión de la película
En 1996 la grabó Dr. John para la nueva película 101 Dalmatians protagonizada por Glenn Close. Fue también grabada por el dúo español de música electrónica Fangoria para que fuese incluida como pista adicional en el álbum de la banda sonora de la película. La letra era una vieja adaptación al español hecha por Edmundo Santos. La canción la ofrecieron también como promoción en tres diferentes versiones: «Cruella de Vil (House Mix)», «Cruella de Vil (Techno Mix)» y «Cruella de Vil (Radio Edit)». Fangoria recuperaría «Cruella de Vil» para la versión Deluxe Edition de su álbum antológico El paso trascendental del vodevil a la astracanada, publicado en 2010.

### Serie de álbumes Disney
La canción fue interpretada por artistas juveniles para una publicación seriada de Disney titulada Disneymania: Lalaine hizo su versión para Disneymania 3 en 2005; Skye Sweetnam hizo la suya para Disneymania 4 en 2006, aunque incluida solo como pista adicional exclusiva para la venta del álbum en los almacenes Target; Hayden Panettiere la versionó para Disneymania 5 en 2007; y Selena Gomez hizo su propia versión para Disneymania 6, además de rodar un vídeo musical incluido en la edición Platinum Edition de la película 101 dálmatas publicado en DVD en 2008.

### Otros artistas
Los Lobos hicieron su propia versión para su álbum Los Lobos Goes Disney, de 2009.